# La societat de la neu
La societat de la neu (títol original en castellà, La sociedad de la nieve) és una pel·lícula dramàtica de 2023, dirigida i escrita per Juan Antonio Bayona, basada en el llibre homònim de Pablo Vierci, que relata l'accident del Vol 571 de la Força Aèria Uruguaiana a la serralada dels Andes el 1972. Bayona porta aquest impactant esdeveniment real a la gran pantalla amb una narració que, per primera vegada, explica la història de tota «la societat de la neu»: no només dels supervivents de l'accident aeri, sinó també dels que van morir als Andes. Només 16 dels 45 passatgers van sobreviure a l'accident. Al vol hi havia 19 alumnes del col·legi privat Stella Maris, que componien l'equip de rugbi Old Christians Club que van acabar fent l'impossible per resistir 72 dies a 30 graus sota zero, sense roba d'abrigar ni aliment. S'ha subtitulat al català i també es pot veure amb els subtítols en català a Netflix.
La pel·lícula va ser projectada el 9 de setembre de 2023 a la clausura del 80a Mostra Internacional de Cinema de Venècia. L'1 de setembre del 2023, Bayona va presentar la pel·lícula als supervivents, a les seves famílies i a les famílies dels passatgers morts d'aquell fatídic Fairchild FH-227D. Sobre aquella funció privada, un dels supervivents, Gustavo Zerbino, va declarar: «quan van començar els crèdits tothom es va posar dret i va aplaudir. És una pel·lícula que fa plorar. És fort, però és una pel·lícula meravellosa».
La pel·lícula va ser estrenada a les sales de cinema de l'Uruguai el 13 de desembre del 2023, i a les de l'Estat espanyol el 15 de desembre. L'estrena mundial va ser el 4 de gener de 2024 a la plataforma Netflix. La societat de la neu va ser triada per l'Acadèmia de les Arts i les Ciències Cinematogràfiques per a representar Espanya als Premis Oscar de 2023 en la categoria de millor pel·lícula internacional. Finalment, el 23 de gener de 2024 es va anunciar la nominació del llargmetratge a la noranta-sisena edició dels Premis Oscar per les categories de millor pel·lícula internacional, així com a millor perruqueria i maquillatge.
En la 38a edició dels Premis Goya ha guanyat 12 dels 13 premis als que optava, entre els quals destaquen els de millor pel·lícula i direcció i la resta en les categories tècniques.

## Argument
Quan un avió s'estavella al cor dels Andes el 1972, els supervivents es veuen constrets a dependre els uns dels altres.

## Repartiment
- Enzo Vogrincic com a Numa Turcatti
- Matías Recalt com a Roberto Canessa
- Agustín Pardella com a Nando Parrado
- Tomas Wolf com a Gustavo Zerbino
- Diego Vegezzi com a Marcelo Pérez del Castillo
- Esteban Kukuriczka com a Adolfo "Fito" Strauch
- Francisco Romero com a Daniel Fernández Strauch
- Rafael Federman com a Eduardo Strauch
- Felipe González Otaño com a Carlitos Páez
- Agustín Della Corte com a Antonio "Tintín" Vizintín
- Valentino Alonso com a Alfredo "Pancho" Delgado
- Simón Hempe com a José Luis "Coche" Inciarte
- Fernando Contigiani García com a Arturo Nogueira
- Benjamín Segura com a Rafael "el Vasco" Echavarren
- Rocco Posca com a Ramón "Moncho" Sabella
- Luciano Chatton com a Pedro Algorta
- Agustín Berruti com a Bobby François
- Juan Caruso com a Álvaro Mangino
- Andy Pruss com a Roy Harley
- Santiago Vaca Narvaja com a Daniel Maspons
- Esteban Bigliardi com a Javier Methol
- Paula Baldini com a Liliana Methol
- Federico Aznarez com a Enrique Platero
- Alfonsina Carrocio com a Susana Parrado
- Silvia Giselle Pereyra com a Eugenia Parrado
- Virginia Kaufmann com a Esther Nicola
- Felipe Ramusio com a Diego Storm
- Blas Polidori com a Gustavo Nicolich
- Emanuel Parga com a Carlos Roque
- Iair Said com a Julio César Ferradas
- Louta com a Gastón Costemalle
- Carlos Páez Rodríguez com el seu pare, Carlos Páez Vilaró
- Maximiliano de la Cruz com a Dante Lagurara[16][17][18]

## Producció
Bayona va descobrir el llibre de Vierci mentre investigava per a la seva pel·lícula de 2012 The impossible i va comprar els drets del llibre al final del rodatge. Els realitzadors van enregistrar més de cinquanta hores d'entrevistes amb tots els supervivents vius. Els actors van tenir contacte amb els supervivents i les famílies de les víctimes. El rodatge es va dur a terme a Sierra Nevada del 10 de gener al 29 d'abril del 2022, Montevideo i els Andes argentins, així com a l'indret real de l'accident. L'agost de 2021, una segona unitat, encapçalada per Alejandro Fadel, director argentí de Muere, monstruo, muere, va filmar paisatges a Xile per a la postproducció virtual del set. A Sierra Nevada la producció es va veure desafiada per l'escassetat de neu i la capa d'aire saharià que va cobrir les muntanyes de color taronja. Es van utilitzar tres rèpliques de restes del fuselatge: una es va col·locar en un hangar construït en un estacionament, una altra enterrada en neu artificial i sostinguda per una grua hidràulica que permetia moure el fuselatge, i l'altra sobre un llac de muntanya a 3000 m d'altitud. A l'hangar, una pantalla de 30 metres d'alçada mostrava les imatges dels Andes de la segona unitat. Una tercera unitat es va encarregar de les preses de muntanya més arriscades. Les tres unitats constaven de prop de 300 treballadors. El rodatge a l'Uruguai va concloure a finals de juliol de 2022 i la postproducció va continuar a Madrid.
David Martí i Montserrat Ribé, maquilladors d'efectes especials guanyadors d'un premi Oscar el 2006 per El laberinto del fauno, van crear pròtesis de cadàvers i van recrear les ferides. La postproducció va durar al voltant de cinc mesos i va involucrar més de 300 persones. Vierci va exercir com a productor associat i va visitar el set de rodatge a Sierra Nevada.

### Fidelitat històrica
La pel·lícula es destaca per la seva exactitud històrica. És la primera que, a diferència de la pel·lícula de 1993, utilitza els noms reals de tots els passatgers morts. Es va gravar a casa d'un dels personatges principals i al mateix aeroport del qual va sortir l'avió.
Segons va explicar el director, la participació dels supervivents, de les seves famílies i de les famílies dels que van morir a la muntanya va ser clau. Abans de començar a treballar el guió, van gravar més de cinquanta hores d'entrevistes amb ells. Segons Gustavo Zerbino, «la dimensió humana» és el que millor captura la pel·lícula: «com es miren, com s'abracen, com es toquen. Ens tocàvem molt, a la neu. Els cossos, si es colpegen i es freguen, es mantenen vius. I nosaltres jugàvem al rugbi, no teníem por al contacte, donar-nos cops formava part de la nostra relació».
A més, Bayona va intentar que cadascun dels actors establís un vincle amb la persona que interpretava o amb la seva família. Aquest vincle es va mantenir durant el rodatge, per la qual cosa si els actors tenien preguntes, tenien la llibertat de parlar-hi. L'actor Enzo Vogrincic, que interpreta Numa Turcatti, va relatar com els més propers a Turcatti li van mostrar les habitacions de la llar familiar on residia el jove a Montevideo i li van explicar els seus interessos i motivacions: «vam fer un tomb per la casa on vivia Numa i els germans m'anaven explicant cada cosa que en recordaven. Vaig conèixer amics de Numa que m'explicaven coses d'ell, de les seves experiències, i començava a percebre que amb cada persona que parlava de Numa em descrivia una persona excepcional».

## Premis i nominacions
| Premi                                                   | Data                   | Categoria                                                                     | Nominat                                                                       | Resultat   | Ref.                 |
| ------------------------------------------------------- | ---------------------- | ----------------------------------------------------------------------------- | ----------------------------------------------------------------------------- | ---------- | -------------------- |
| Festival Internacional de Cinema de Sant Sebastià       | 30 de setembre de 2023 | Ciutat de Donostia / Premi del públic de Sant Sebastià a la Millor Pel·lícula | Ciutat de Donostia / Premi del públic de Sant Sebastià a la Millor Pel·lícula | Guanyadora | [ 29 ]               |
| Festival de Cine de Mill Valley                         | 12 d'octubre de 2023   | Premi del públic / Visca el cinema - Narrativa                                | Premi del públic / Visca el cinema - Narrativa                                | Guanyadora |                      |
| Festival de Cine de Middleburg                          | 20 d'octubre de 2023   | Premi del públic / Llargmetratge internacional                                | Premi del públic / Llargmetratge internacional                                | Guanyadora | [ 30 ]               |
| Camerimage                                              | 22 d'octubre de 2023   | Golden Frog / Competició principal                                            | Pedro Luque (director de fotografia) / Juan Antonio Bayona (director)         | Nominada   |                      |
| Premis de Música de Hollywood de Mitjans de Comunicació | 15 de novembre de 2023 | Millor banda sonora original: pel·lícula independent (llengua estrangera)     | Michael Giacchino                                                             | Guanyador  |                      |
| Premis Forqué                                           | 16 de novembre de 2023 | Millor pel·lícula de ficció                                                   | Millor pel·lícula de ficció                                                   | Nominada   |                      |
| Globus d'Or                                             | 7 de gener de 2024     | Millor pel·lícula de parla no anglesa                                         | Millor pel·lícula de parla no anglesa                                         | Nominada   |                      |
| Premis Feroz                                            | 26 de gener de 2024    | Millor pel·lícula dramàtica                                                   | Millor pel·lícula dramàtica                                                   | Nominada   |                      |
| Premis Feroz                                            | 26 de gener de 2024    | Millor direcció                                                               | Juan Antonio Bayona                                                           | Guanyador  |                      |
| Premis Feroz                                            | 26 de gener de 2024    | Millor música original                                                        | Michael Giacchino                                                             | Nominat    |                      |
| Premis Feroz                                            | 26 de gener de 2024    | Millor tràiler                                                                | Harry Eaton                                                                   | Guanyador  |                      |
| Premis Gaudí                                            | 4 de febrer de 2024    | Millor pel·lícula europea                                                     | Millor pel·lícula europea                                                     | Guanyadora |                      |
| Medalles del CEC                                        | 5 de febrer de 2024    | Millor pel·lícula                                                             | Millor pel·lícula                                                             | Guanyadora |                      |
| Medalles del CEC                                        | 5 de febrer de 2024    | Millor director                                                               | Juan Antonio Bayona                                                           | Nominat    |                      |
| Medalles del CEC                                        | 5 de febrer de 2024    | Actor revelació                                                               | Matías Recalt                                                                 | Guanyador  |                      |
| Medalles del CEC                                        | 5 de febrer de 2024    | Millor guió adaptat                                                           | Bernat Vilaplana, J.A. Bayona, Jaime Marques-Olarreaga, Nicolás Casariego     | Guanyadors |                      |
| Medalles del CEC                                        | 5 de febrer de 2024    | Millor muntatge                                                               | Andrés Gil, Jaume Martí                                                       | Guanyadors |                      |
| Medalles del CEC                                        | 5 de febrer de 2024    | Millor música                                                                 | Michael Giacchino                                                             | Nominat    |                      |
| Medalles del CEC                                        | 5 de febrer de 2024    | Millor fotografia                                                             | Pedro Luque                                                                   | Guanyador  |                      |
| Premis Goya                                             | 10 de febrer de 2024   | Millor pel·lícula                                                             | Millor pel·lícula                                                             | Guanyadora |                      |
| Premis Goya                                             | 10 de febrer de 2024   | Millor direcció                                                               | J.A. Bayona                                                                   | Guanyador  |                      |
| Premis Goya                                             | 10 de febrer de 2024   | Millor actor revelació                                                        | Matías Recalt                                                                 | Guanyador  |                      |
| Premis Goya                                             | 10 de febrer de 2024   | Millor guió adaptat                                                           | Bernat Vilaplana, J.A. Bayona, Jaime Marques-Olarreaga, Nicolás Casariego     | Nominats   |                      |
| Premis Goya                                             | 10 de febrer de 2024   | Millor direcció de producció                                                  | Margarita Huguet                                                              | Guanyadora |                      |
| Premis Goya                                             | 10 de febrer de 2024   | Millor muntatge                                                               | Andrés Gil, Jaume Martí                                                       | Guanyadors |                      |
| Premis Goya                                             | 10 de febrer de 2024   | Millor música original                                                        | Michael Giacchino                                                             | Guanyador  |                      |
| Premis Goya                                             | 10 de febrer de 2024   | Millor fotografia                                                             | Pedro Luque                                                                   | Guanyador  |                      |
| Premis Goya                                             | 10 de febrer de 2024   | Millor direcció artística                                                     | Alain Bainée                                                                  | Guanyador  |                      |
| Premis Goya                                             | 10 de febrer de 2024   | Millor disseny de vestuari                                                    | Julio Suárez                                                                  | Guanyador  |                      |
| Premis Goya                                             | 10 de febrer de 2024   | Millor maquillatge i perruqueria                                              | Ana López-Puigcerver, Belén López-Puigcerver, Montse Ribé                     | Guanyadors |                      |
| Premis Goya                                             | 10 de febrer de 2024   | Millor so                                                                     | Jorge Adrados, Oriol Tarragó, Marc Orts                                       | Guanyadors |                      |
| Premis Goya                                             | 10 de febrer de 2024   | Millors efectes especials                                                     | Pau Costa, Félix Bergés, Laura Pedro                                          | Guanyadors |                      |
| Premis de la Societat Internacional de Cinèfils         | 10 de febrer de 2024   | Millor pel·lícula                                                             | Millor pel·lícula                                                             | Nominada   |                      |
| Premis de la Societat Internacional de Cinèfils         | 10 de febrer de 2024   | Millor repartiment                                                            | Millor repartiment                                                            | Nominada   |                      |
| Premis de la Societat Internacional de Cinèfils         | 10 de febrer de 2024   | Millor guió adaptat                                                           | Bernat Vilaplana, J.A. Bayona, Jaime Marques-Olarreaga, Nicolás Casariego     | Nominats   |                      |
| Premis de la Societat Internacional de Cinèfils         | 10 de febrer de 2024   | Millor edició                                                                 | Andrés Gil, Jaume Martí                                                       | Nominats   |                      |
| Premis Oscar                                            | 11 de març de 2024     | Millor pel·lícula de parla no anglesa                                         | Millor pel·lícula de parla no anglesa                                         | Pendent    | Premis Oscar de 2023 |
| Premis Oscar                                            | 11 de març de 2024     | Millor maquillatge i perruqueria                                              | Montse Ribé, David Martí, Ana López-Puigcerver                                | Pendent    | Premis Oscar de 2023 |